# جائزة مهرجان ماينيتشي السينمائي
جوائز مهرجان ماينيتشي للأفلام السينمائية (毎 日 映 画 コ ン ク ー ル Mainichi Eiga Konkūru) هي سلسلة من الجوائز فيلم السنوية، برعاية ماينيتشي شيمبون (毎 日 新聞)، واحدة من أكبر شركات الصحف في اليابان، منذ عام 1946.

## جوائز
- جائزة فيلم ماينيتشي لأفضل فيلم
- جائزة فيلم ماينيتشي للفيلم التميز
- جائزة فيلم ماينيتشي لأفضل مخرج
- جائزة فيلم ماينيتشي لأفضل تصوير سينمائي
- جائزة فيلم ماينيتشي لأفضل اتجاه فني
- جائزة فيلم ماينيتشي لأفضل فيلم رسوم متحركة
- جائزة فيلم ماينيتشي لأفضل ممثل
- جائزة فيلم ماينيتشي لأفضل ممثل مساعد
- جائزة فيلم ماينيتشي لأفضل ممثلة
- جائزة فيلم ماينيتشي لأفضل ممثلة مساعدة
- جائزة ماينيتشي السينمائي لأفضل نتيجة فيلم
- جائزة ماينيتشي السينمائي لجائزة أفضل فيلم أجنبي
- جائزة فيلم ماينيتشي لأفضل سيناريو
- جائزة فيلم ماينيتشي لأفضل موسيقى
- جائزة فيلم ماينيتشي لأفضل تسجيل صوتي
- جائزة نوبورو أوفوجي

## روابط خارجية
- جائزة مهرجان ماينيتشي السينمائي على موقع IMDb (الإنجليزية)
- الموقع الرسمي
- IMDb: Mainichi Film Concours
- Table of awards
- Pellas page on Ōfuji Noburō Award
- Ōfuji past winners showing at the Laputa anime festival in 2000